# Nationale Vereniging de Zonnebloem
Nationale Vereniging de Zonnebloem is een Nederlandse landelijke vrijwilligersorganisatie die zich inzet voor mensen met lichamelijke beperkingen door ziekte, leeftijd of handicap.
Het is met circa 30.000 vrijwilligers in 2021 een van de grootste vrijwilligersorganisaties in Nederland. De vereniging kent ruim 1.000 lokale afdelingen die individueel of in samenwerking activiteiten organiseren. Jaarlijks worden ongeveer een miljoen bezoeken aan huis afgelegd bij mensen die door een lichamelijke beperking moeilijk de deur uit kunnen. Voor duizenden mensen organiseert de Zonnebloem aangepaste vakanties in Nederland met verzorging en medische begeleiding in toegankelijke accommodaties. Het riviercruiseschip MPS de Zonnebloem vaart 42 weken per jaar door Nederland, Duitsland en België.
De vereniging werd in 2021 gesteund door ruim 300.000 donateurs.

## Geschiedenis
De Zonnebloem is ontstaan uit een radioprogramma speciaal voor zieken en gehandicapten. Presentator Alex van Wayenburg startte er in 1945 mee bij Radio Herrijzend Nederland. Een jaar later nam de KRO het programma over dat inmiddels Radioziekenbezoek De Zonnebloem werd genoemd. Het streven van Van Wayenburg, een samenleving waarin meer aandacht is voor zieken en gehandicapten, sloeg aan. Op 17 januari 1949 werd de Stichting De Zonnebloem opgericht. Overal in het land ontstonden plaatselijke comités die bezoeken aan zieken en andere activiteiten verzorgden.

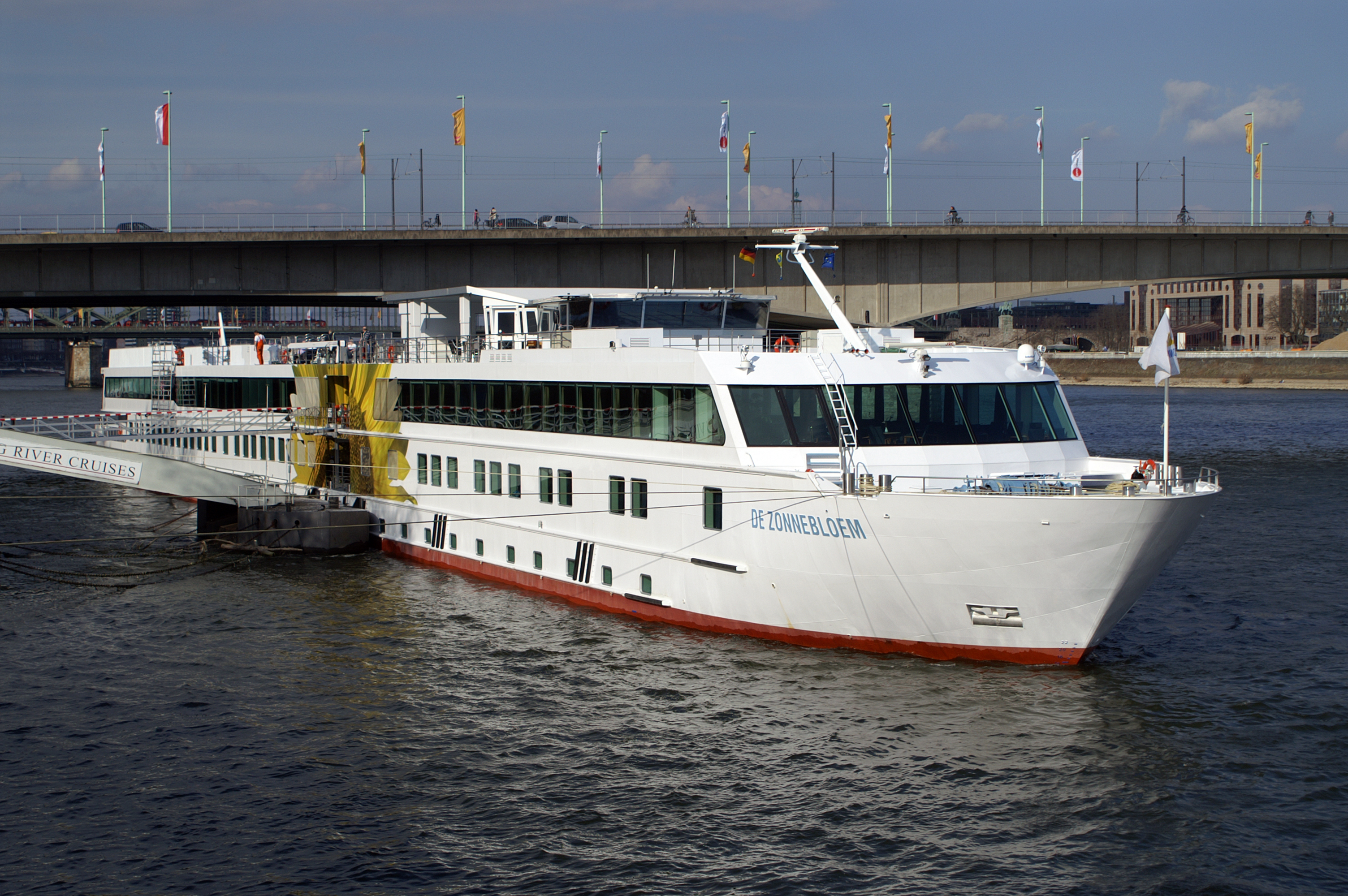
Het tweede passagiersschip MPS de Zonnebloem van de vereniging

In 1964 werd de stichting een vereniging met ondersteunende leden die met een jaarlijkse bijdrage voor de nodige financiën zorgden. Het aantal leden, evenals het aantal vrijwilligers, nam toe, zodat steeds meer activiteiten konden worden georganiseerd.
Op 19 april 1975 brandde het hotelschip Prinses Irene af in Keulen. Het schip met patiënten van De Zonnebloem aan boord verging en 22 mensen kwamen om het leven.
In 1985 werd een aangepast hotelschip voor vakantiereizen met zieken en gehandicapten in gebruik genomen. Het geld voor het schip werd bijeengebracht door massale deelname van het Nederlandse publiek aan een spelprogramma, de 1-2-3-show, dat door de KRO werd uitgezonden. Koningin Beatrix liet het motorpassagiersschip de Zonnebloem te water. Een nieuw schip, opnieuw de Zonnebloem geheten, werd in 2006 in gebruik genomen. Op dit schip kunnen jaarlijks 2850 mensen met een lichamelijke beperking vakantie houden.

## Mobiliteit
Sinds 2014 verhuurt de Zonnebloem rolstoelauto's tegen een gereduceerd tarief. Hierdoor is het voor mensen die gebruikmaken van scootmobiel of rolstoel mogelijk om met eigen familie of vrienden eropuit te gaan. Er zijn circa 50 Zonnebloemauto's te huur verdeeld over Nederland.
In 2022 is volgens vergelijkbaar concept ook de Zonnebloemfiets geïntroduceerd, een rolstoelfiets die eveneens wordt uitgeleend op diverse locaties in Nederland.

## Toegankelijkheid
Met het programma Onbeperkt Eropuit geeft de Zonnebloem locaties in de sociale en recreatieve sector zoals theaters, musea, dierenparken en voetbalstadions advies over technische en sociale toegankelijkheid. In dit advies worden de resultaten van een technische keuring en een belevingsonderzoek gecombineerd. Dit belevingsonderzoek wordt gedaan door vrijwilligers met een lichamelijke beperking. 